# 윤승길 선생 묘
윤승길 선생 묘는 대한민국 경기도 양평군 용문면 조현리에 있다. 1986년 5월 30일 양평군의 향토유적 제27호로 지정되었다.

## 개요
묘는 정부인(貞夫人) 금성 박씨(錦城 朴氏)와 합장묘로 봉분 하단에 40cm 높이의 호석이 돌려져 있다. 묘 앞에는 묘비와 상석, 향로석, 그 좌우에는 동자석, 망주석, 문인석이 각각 배치되었다. 묘비는 이수와 장방형의 비좌를 갖추었으며, 전면에는 자헌대부의정부좌참찬겸지춘추관의금부사오위도총부도총관 증익 공윤승길지묘 정부인금성박씨부좌(資憲大夫議政府左參贊兼知春秋館義禁府事五衛都摠府都摠管 贈謚 公尹承吉之墓 貞夫人錦城朴氏부左)라고 기록되어 있다. 묘소에서 약 100m 떨어진 지점에는 1973년에 건립한 신도비가 자리하고 있다.

## 같이 보기
- 윤승길